# وسام استحقاق التاج البروسي
وسام إستحقاق التاج البروسي (بالألمانية: Verdienstorden der Preußischen Krone)‏ هو جائزة للإستحقاق المدني والعسكري أحدثه الملك فيلهلم الثاني إمبراطور ألمانيا وملك بروسيا في 18 كانون الأول 1901 بمناسبة الذكرى المئوية الثانية لتأسيس مملكة بروسيا. الوسام من درجة واحدة تتكون من صليب ورصيعة «نجمة صدر». للإستحقاق الحربي يمنح وعليه سيفين متقاطعين. كما تم منحه مع الألماس مرة واحدة فقط

## مواصفات الوسام
يتكون الوسام من صليب معلق من وشاح يلبس على الكتف اليمنى متدليا نحو الجانب الأيسر، ونجمة تعلق بدبوس على الجانب الأيسر من السترة:
تتكون شارة الوسام من صليب مالطي ذهبي من عيار 18 قيراط مع مينا زرقاء محاطة بحدود حُبَيبية، يفصل بين كل ذراعين من أذرع الصليب تاج مطعم بالمينا الحمراء وأسفله الختم الملكي ("W II" نسبة إلى فيلهلم الثاني). القرص المركزي لوجه الشارة يحمل تاجاً ذهبياً مطعم بالمينا الحمراء، تحيطه دائرة من المينا الزرقاء مكتوب داخلها بحروف ذهبية: "Gott Mit Uns" (بالعربية: «الله معنا»). ظهر القرص يحتوي على الحروف المتداخلة "IR W II" وترمز ل ("Imperator Rex Wilhelm II": «الملك الإمبراطور فلهلم الثاني») محاطا بالتاريخ «18 يناير 1901».
رصيعة الصدر تتكون من نجمة ذهبية ذات أشعة مستقيمة مثمنة الجهات تحمل وجه القرص المركزي للوسام
وشاح الوسام باللون الأزرق مع خطين باللون البرتقالي عموديان متوازيان بعيدان عن بعضهما، قريبان من حافتي الوشاح دون المساس بهما.

## المنح
منح الوسام فقط 57 مرة. الجنرال فون غوسلر هو أول من إستلمه بنوعيه المدني والعسكري.

### حاملي الوسام
- الملك فلهلم الثاني في 18 يناير 1901
- الأمير البرت فون برويسن، حاكم دوقية براونشوايغ في 18 يناير 1901
- البارون فون لوة، فريق في خيالة الجيش البروسي وأحد أفراد هيئة الأركان في 18 يناير 1901
- الكونت فلاديمير لامسدورف، وزير الخارجية الروسي في 21 أيلول 1901
- الكونت بول فون هتزفيلد تسو فيلدنبورغ، السفير الألماني في لندن في 8 تشرين الثاني 1901